# QuickTime Player
In informatica, QuickTime è il nome che Apple ha dato all'architettura del suo sottosistema di visualizzazione e al suo formato di file proprietario, rispettivamente capaci di gestire e contenere diversi formati video, audio, immagini e altri tipi di informazioni multimediali come per esempio un filmato Flash.
QuickTime 1.0 per Mac OS Classic, la prima versione dell'architettura, venne pubblicata il 2 dicembre 1991. Nel novembre del 1994, Apple pubblicò QuickTime 2.0 per Microsoft Windows 3.11, il primo porting di QuickTime per quell'ambiente operativo. Allo stato attuale la versione per Windows non è più supportata e non vengono più effettuati aggiornamenti di sicurezza; in macOS la versione 7, l'ultima compatibile con il framework omonimo, dal 2018 non è più supportata, mentre da MacOS Catalina QuickTime X usa esclusivamente il nuovo framework AVFoundation.

## Piattaforme e revisioni
Apple ha pubblicato gratuitamente il lettore multimediale per Macintosh e Windows con il nome di QuickTime Player. Mentre su macOS è preinstallato nel sistema operativo, per Windows è stato distribuito come applicazione a sé scaricabile o integrata nelle versioni di iTunes che utilizza le tecnologia QuickTime per il playback dei file audio.
Le versioni di QuickTime fino alla 7 sfruttavano un framework che includeva capacità di codifica, decodifica e transcodifica di diversi formati audio e video, nonché la possibilità di supportare codec terzi tramite plugin. Gli sviluppatori che volevano utilizzare QuickTime potevano avvalersi di un SDK per sviluppare applicazioni multimediali in C o in Java.
Con l'avvento della versione 7 e solo per macOS, viene creato il nuovo framework QTKit per le applicazioni Cocoa, pensato per gli sviluppatori che scrivevano in linguaggio Objective-C. QTKit viene aggiornato a 64 bit con Mac OS X Leopard.
Con la comparsa di QuickTime X, la versione 7 non è più inclusa di default in macOS, ma è installabile come componente aggiuntivo fino a macOS Mojave. Essendo solo a 32 bit, non è più installabile da macOS Catalina.

### QuickTime Pro
QuickTime Player 7 si limitava ad offrire solo le operazioni essenziali di playback, mentre per abilitare tutte le funzionalità aggiuntive serviva acquistare una licenza di QuickTime Pro. Le applicazioni professionali come Logic Studio o Final Cut Studio includevano già una licenza Pro.
Tra le varie caratteristiche della versione Pro erano presenti:
- Modifica delle clip tramite taglia, copia e incolla; fusione di tracce audio e video; ritaglio e rotazione dei video[2]
- Registrazione audio e video[2]
- Salvataggio ed esportazione in qualsiasi formato supportato da QuickTime[2]
- Salvataggio di filmati web nel computer[2]

Apple ha continuato a vendere licenze Pro per $29.99 fino a metà 2016.

### QuickTime X
QuickTime X fa il suo debutto in Mac OS X Snow Leopard, affiancando la versione 7. Non verrà mai pubblicata una controparte per Windows. Il salto di versione dalla 7 alla 10 sottolinea la riscrittura e la nuova natura differente di QuickTime, tanto che le vecchie API scritte in C non sono più supportate. QuickTime X infatti è stato riscritto completamente in Cocoa per gestire codec moderni a 64 bit ed è composto da due parti: il lettore QuickTime Player X e il QuickTime Framework (QTKit) introdotto con la versione 7. Nel caso fosse necessario usare un vecchio codec a 32 bit, QTKit automaticamente apre un processo di supporto che esegue i vecchi codec. Siccome macOS Catalina non esegue più software a 32 bit, QTKit viene completamente dismesso e sostituito da AVFoundation e AVKit.
QuickTime Player X tronca il supporto a molti formati multimediali, tra cui il MIDI, filmati interattivi, i QTVR e i sottotitoli str; ma guadagna alcune nuove caratteristiche come l'accelerazione GPU ed eredita altre della precedente versione a pagamento, come la riproduzione a schermo intero, modifica clip, registrazione audio e video, esportazione via mail o su YouTube. Nel corso del tempo vengono espanse le capacità di esportazione verso altri servizi. Non esiste una versione Pro per QuickTime X.

## Architettura

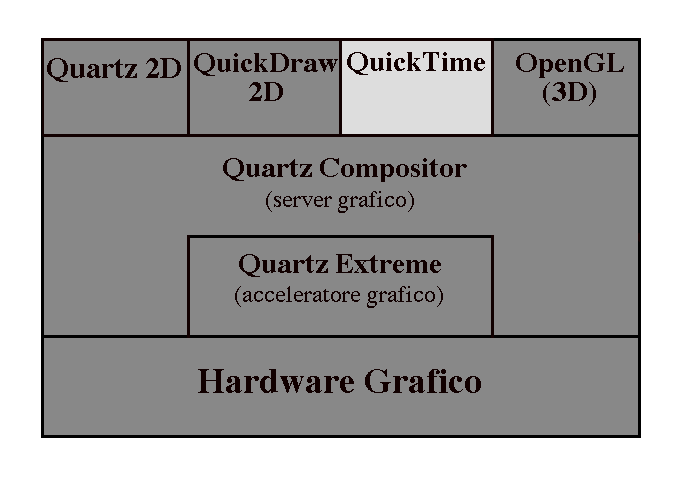
QuickTime nel Mac OS X

Un file QuickTime è suddiviso in tracce composte da: audio, video, effetti o testo.
Le tracce al loro interno contengono le tracce contenenti le informazioni che vanno decodificate dai codec adeguati. All'interno delle tracce vi è una lista che lega la traccia e il codec in grado di decodificarla.
La traccia media contiene altre tracce che possono risiedere in altre parti del file, su altri file o nella rete.
Internamente il formato mantiene i dati organizzati in una struttura ad albero di "atomi". Ogni atomo ha una struttura di 4 byte, questi 4 byte vengono utilizzati per identificare la funzione dell'atomo. Un atomo può essere genitore di altri atomo o puntare a dei dati ma non può fare entrambe le cose.
Questa struttura è simile a quella che contiene i file Ogg e a quella che organizza i file Asf della Microsoft. Tuttavia QuickTime è stato il primo formato di file a utilizzare questa struttura indipendente dalla piattaforma.

## QuickTime e MPEG-4
Nel 1998, l'ISO approvò il formato QuickTime come base per lo standard MPEG-4. I sostenitori fecero notare che era un buon formato per via della sua predisposizione alla codifica, trasmissione e archiviazione via rete. Queste erano caratteristiche che mancavano al formato MPEG-1, che era troppo basilare, e all'MPEG-2 che non era stato progettato per la trasmissione via web. La compatibilità MPEG-4 è stata aggiunta con la sesta versione di QuickTime, sviluppata nel 2002. Apple ha tuttavia ritardato per diversi mesi la pubblicazione del software per via delle dispute sorte con il comitato MPEG-4 sulle licenze. Secondo il comitato il prezzo richiesto per le licenze era troppo elevato per molti fornitori di servizi. Un compromesso fu poi raggiunto e il software fu pubblicato nel giugno del 2003.

### Lista degli aggiornamenti
| Aggiornamenti di QuickTime 6 | Aggiornamenti di QuickTime 6 | Aggiornamenti di QuickTime 6 | Aggiornamenti di QuickTime 6                                 |
| Data pubblicazione           | Versione                     | Piattaforma                  | Caratteristiche                                              |
| ---------------------------- | ---------------------------- | ---------------------------- | ------------------------------------------------------------ |
| 15 luglio 2002               | QuickTime 6                  | Mac OS 8, macOS, Windows     | MPEG-2, MPEG-4 e supporto AAC                                |
| 14 gennaio 2003              | QuickTime 6.1                | Mac OS X                     | Miglioramenti nella qualità e nelle prestazioni              |
| 31 marzo 2003                | QuickTime 6.1                | Windows                      | Corretto il problema di sicurezza CAN-2003-0168              |
| 29 aprile 2003               | QuickTime 6.2                | Mac OS X                     | Supporto per iTunes 4, migliorata gestione file AAC          |
| 3 giugno 2003                | QuickTime 6.3                | Mac OS X, Windows            | Supporto per il 3GPP e AMR                                   |
| 16 ottobre 2003              | QuickTime 6.4                | Mac OS X, Windows            | Pixlet codec, integrato il supporto 3GPP                     |
| 18 dicembre 2003             | QuickTime 6.5                | Mac OS X, Windows            | Supporto per il 3GPP2 e AMC formati per il multimedia mobile |
| 28 aprile 2004               | QuickTime 6.5.1              | Mac OS X, Windows            | Supporto per Apple Lossless Encoding                         |
| 26 ottobre 2004              | QuickTime 6.5.2              | Mac OS X, Windows            | Migliorata codifica AAC e Apple Lossless                     |

| 29 aprile 2005    | QuickTime 7.0   | Mac OS X          | Aggiunto supporto per H.264/AVC e altre migliorie |               |                 |                   |                                                                                 |
| 31 maggio 2005    | QuickTime 7.0.1 | Mac OS X          | Risolto problema di sicurezza legato a plugin di Quartz Compositor |               |                 |                   |                                                                                 |
| 7 settembre 2005  | QuickTime 7.0.2 | Mac OS X, Windows | Risolti bug e incremento della compatibilità. Prima versione ufficiale per Windows |               |                 |                   |                                                                                 |
| 13 ottobre 2005   | QuickTime 7.0.3 | Mac OS X, Windows | Risolti bug e incremento della compatibilità |               |                 |                   |                                                                                 |
| 10 gennaio 2006   | QuickTime 7.0.4 | Mac OS X, Windows | Risolti bug e aggiunto supporto per iLife '06 |               |                 |                   |                                                                                 |
| 11 maggio 2006    | QuickTime 7.1   | Mac OS X, Windows | Risolti importanti bug e supporto per iLife '06 migliorato |               |                 |                   |                                                                                 |
| 31 maggio 2006    | QuickTime 7.1.1 | Mac OS X          | Supporto per iLife '06, Keynote e H.264 migliorati |               |                 |                   |                                                                                 |
| 28 giugno 2006    | QuickTime 7.1.2 | Mac OS X          | Corregge problemi con l'anteprima dei progetti iDVD |               |                 |                   |                                                                                 |
| 12 settembre 2006 | QuickTime 7.1.3 | Mac OS X, Windows | Risolti importanti bug e problemi di sicurezza, per default disabilitata riproduzione contenuti Flash |               |                 |                   |                                                                                 |
| 5 marzo 2007      | QuickTime 7.1.5 | Mac OS X, Windows | - | 2 maggio 2007 | QuickTime 7.1.6 | Mac OS X, Windows | Risolti vari bug tra cui un problema critico di sicurezza di QuickTime per Java |
| 11 luglio 2007    | QuickTime 7.2   | Mac OS X, Windows | Nuovi formati di esportazione per iPhone e correzione di alcune falle di sicurezza. Con questa versione viene abbandonato il supporto a Windows 2000. |               |                 |                   |                                                                                 |
| 5 novembre 2007   | QuickTime 7.3   | Mac OS X, Windows | Supporto per iTunes 7.5, supporto aggiornato per la creazione di contenuti web compatibili con iPhone, supporto JavaScript aggiornato nel plugin web di QuickTime, numerose correzioni di errori |               |                 |                   |                                                                                 |
| 13 dicembre 2007  | QuickTime 7.3.1 | Mac OS X, Windows | Risolti problemi di sicurezza, disabilitata definitivamente riproduzione contenuti Flash |               |                 |                   |                                                                                 |
| 15 gennaio 2008   | QuickTime 7.4   | Mac OS X, Windows | Supporto per iTunes 7.6, risolti problemi di sicurezza, numerose correzioni di errori |               |                 |                   |                                                                                 |
| 6 febbraio 2008   | QuickTime 7.4.1 | Mac OS X, Windows | Risolti problemi relativi alla sicurezza e migliorata la compatibilità con le applicazioni di terze parti |               |                 |                   |                                                                                 |
| 2 aprile 2008     | QuickTime 7.4.5 | Mac OS X, Windows | Risolti problemi relativi alla sicurezza e migliorata l'affidabilità e la compatibilità con le applicazioni di terze parti |               |                 |                   |                                                                                 |
| 9 giugno 2008     | QuickTime 7.5   | Mac OS X, Windows | Risolti problemi relativi alla sicurezza e migliorata l'affidabilità e la compatibilità con le applicazioni di terze parti |               |                 |                   |                                                                                 |
| 9 settembre 2008  | QuickTime 7.5.5 | Mac OS X, Windows | Risolti problemi relativi alla sicurezza e migliorata l'affidabilità e la compatibilità con le applicazioni di terze parti |               |                 |                   |                                                                                 |
| 26 novembre 2008  | QuickTime 7.5.7 | Mac OS X          | Disponibile solo per i nuovi MacBook, MacBook Pro e MacBook Air per la risoluzione di un problema specifico che impediva la riproduzione dei file video attraverso DisplayPort su questi modelli |               |                 |                   |                                                                                 |
| 21 gennaio 2009   | QuickTime 7.6   | Mac OS X, Windows | Risolti problemi relativi alla sicurezza e migliorata l'affidabilità e la compatibilità con le applicazioni di terze parti |               |                 |                   |                                                                                 |
| 1º giugno 2009    | QuickTime 7.6.2 | Mac OS X, Windows | Risolti problemi relativi alla sicurezza e migliorata l'affidabilità e la compatibilità con le applicazioni di terze parti |               |                 |                   |                                                                                 |
| 28 agosto 2009    | QuickTime 7.6.3 | Mac OS X          | Incluso in Mac OS X 10.6 Snow Leopard |               |                 |                   |                                                                                 |
| 9 settembre 2009  | QuickTime 7.6.4 | Mac OS X, Windows | Per Mac OS X Tiger e Leopard oppure Windows XP/Vista. Risolti problemi relativi alla sicurezza e migliorata l'affidabilità e la compatibilità con le applicazioni di terze parti |               |                 |                   |                                                                                 |
| 18 novembre 2009  | QuickTime 7.6.5 | Windows           | Per Windows XP/Vista/7. Risolti problemi relativi al caricamento non affidabile delle librerie di applicazioni richiesto da QuickTime all'avvio e alla visualizzazione non corretta dei filmati di QuickTime integrati in una pagina web utilizzando gli attributi di ridimensionamento personalizzati |               |                 |                   |                                                                                 |

## Loghi

Il logo di QuickTime usato dal 1991 al 1999.
Il logo di QuickTime usato dal 2005 (fino al 2016 per Windows).